# NGC 5795
NGC 5795 est une galaxie spirale vue par la tranche et située dans la constellation du Bouvier. Sa vitesse par rapport au fond diffus cosmologique est de 2 465 ± 9 km/s, ce qui correspond à une distance de Hubble de 36,4 ± 2,6 Mpc (∼119 millions d'al). NGC 5795 a été découverte par l'astronome américain Lewis Swift en 1887.
NGC 5795 présente une large raie HI.